# Nikolai Nikolajewitsch Sinin

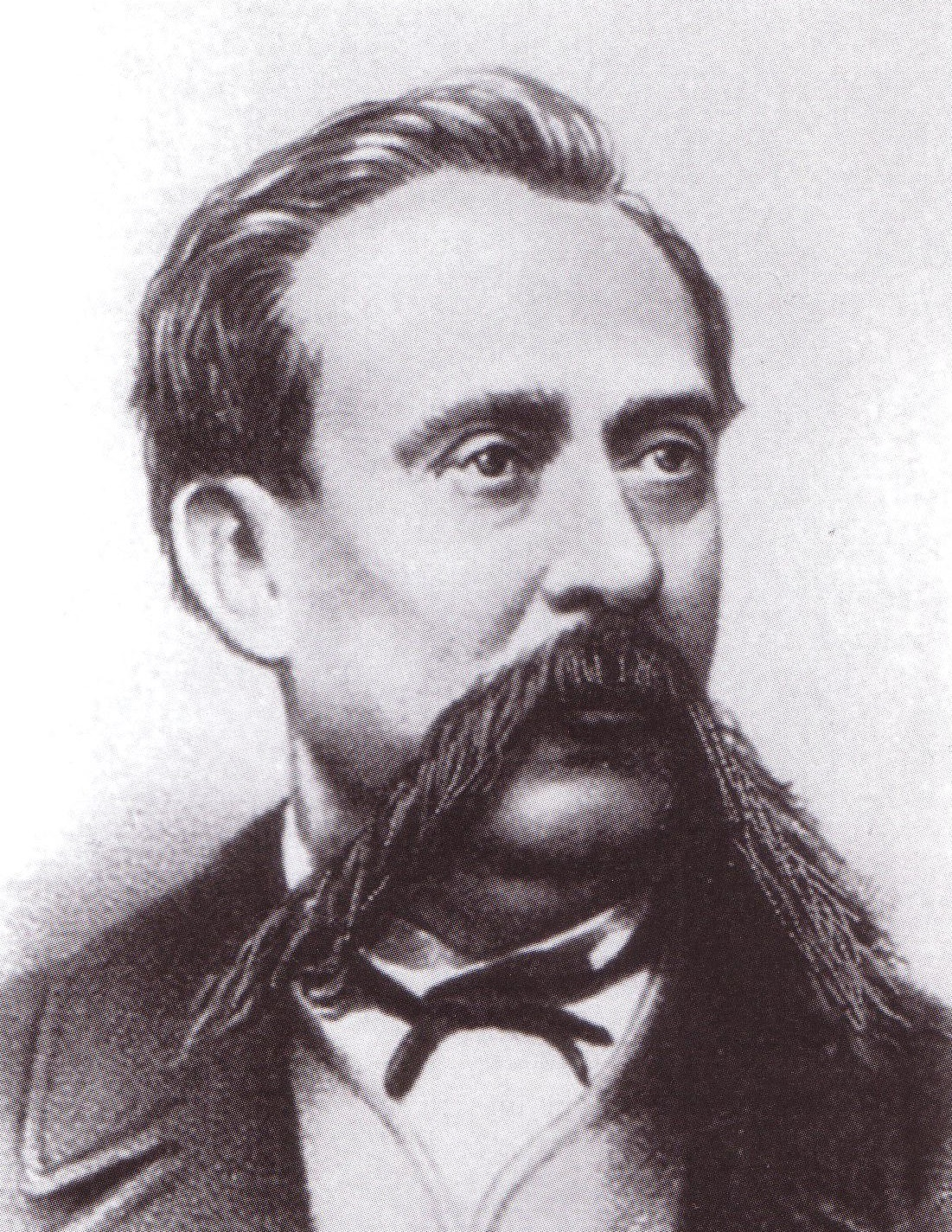
Nikolai Nikolajewitsch Sinin

Nikolai Nikolajewitsch Sinin (russisch Николай Николаевич Зинин, wiss. Transliteration Nikolaj Nikolayevich Zinin; * 13. Augustjul. / 25. August 1812greg. in Şuşa, Bergkarabach; † 6. Februarjul. / 18. Februar 1880greg. in Sankt Petersburg) war ein russischer Organischer Chemiker.

## Leben
Sinin studierte an der Staatlichen Universität Kasan und erwarb dort seinen Abschluss in Mathematik. Ab dem Jahre 1835 hielt er Vorlesungen in Chemie ab. Um seine Kenntnisse zu erweitern, reiste er zwischen 1838 und 1841 durch Europa. Dabei studierte er unter anderem an der Universität Gießen bei Justus von Liebig. Dort schloss er seine Forschungen auf dem Gebiet der Benzoin-Addition ab, die Liebig und Friedrich Wöhler einige Jahre zuvor bei Untersuchungen von Bittermandelöl entdeckt hatten. Nach seiner Rückkehr stellte er seine Ergebnisse an der  Universität Sankt Petersburg vor und erhielt seinen Doktorgrad. Im selben Jahr erhielt er eine Professur für Chemie an der Universität Kasan. Er spielte 1842 eine wichtige Rolle bei der genauen Bestimmung der Gewinnung des Anilins aus Nitrobenzol, das er als Benzidam bezeichnete. 1847 kehrte er nach Sankt Petersburg zurück und wurde in die dortige Akademie der Wissenschaften aufgenommen. Während dieser Zeit gehörte der junge Alfred Nobel zu seinen Studenten. Sinin förderte Alexander Porfirjewitsch Borodin und Wassili Fomitsch Petruschewski.
1873 wurde er korrespondierendes Mitglied der Académie des sciences in Paris.
Die Zinin-Reduktion ist nach ihm benannt.

## Publikationen (Auswahl)
- Beiträge zur Kenntnis einiger Verbindungen aus der Benzoylreihe. In: Annalen der Pharmacie. 1839, 31 (3): 329–332.
- Über einige Zersetzungsprodukte des Bittermandelöls. In: Annalen der Pharmacie. 1840, 34 (2): 186–192
- Beschreibung einiger neuer organischer Basen, dargestellt durch die Einwirkung des Schwefelwasserstoffes auf Verbindungen der Kohlenwasserstoffe mit Untersalpetersäure. In: Journal für Praktische Chemie. 1842, 27 (1): 140–153.